# Одонув
Одонув (пол. Odonów) — село в Польщі, у гміні Казімежа-Велька Казімерського повіту Свентокшиського воєводства.
Населення — 522 особи (2011).
У 1975-1998 роках село належало до Келецького воєводства.

## Демографія
Демографічна структура на день 31 березня 2011 року:
|          | Загалом | Допрацездатний вік | Працездатний вік | Постпрацездатний вік |
| -------- | ------- | ------------------ | ---------------- | -------------------- |
| Чоловіки | 246     | 34                 | 183              | 29                   |
| Жінки    | 276     | 35                 | 169              | 72                   |
| Разом    | 522     | 69                 | 352              | 101                  |